# برلمان الكاميرون
برلمان الكاميرون (بالإنجليزية: Parliament of Cameroon)‏ هو الهيئة التشريعية في الكاميرون، يتكون من المجلس الأعلى Senate (Cameroon) ‏
الذي يضم 100 مقعداً، والمجلس الأدنى National Assembly (Cameroon) ‏ الذي يضم 180 مقعداً.